# Android 14
Android 14 (64 bit) có tên mã nội bộ là Upside Down Cake là bản phát hành chính thứ 14 và là phiên bản thứ 21 của hệ điều hành di động Android, được phát triển bởi Liên minh thiết bị cầm tay mở do Google dẫn đầu. Nó được phát hành ra công chúng và Dự án nguồn mở Android (AOSP) vào ngày 4 tháng 10 năm 2023. Các thiết bị đầu tiên chạy Android 14 là Pixel 8 và Pixel 8 Pro.
Android 14 được phát hành bản xem trước lần đầu tiên dành cho nhà phát triển vào tháng 2 năm 2023.

## Phiên bản
Vào ngày 8 tháng 2 năm 2023, Google đã phát hành bản xem trước dành cho nhà phát triển thứ 2 (Developer Preview 2), đánh dấu một cột mốc quan trọng trong việc phát triển Android của Google. Người dùng Google Pixel có thể cài đặt bản xem trước này trên thiết bị di động, và người dùng các thương hiệu khác (chẳng hạn Samsung, Oppo, Huawei,...) sẽ phải đợi phiên bản chính thức ra mắt dự kiến vào tháng 5 năm 2023.
Trước khi phát hành Android 10, Google từng đặt tên mã nội bộ cho các phiên bản Android của mình theo tên của các đồ ăn ngọt, bao gồm Android 6.0 Marshmallow, Android 8 Oreo và Android 9 Pie. Hiện nay, Google chỉ đặt tên theo số phiên bản, vì vậy Android 14 được gọi đơn giản là Android 14. Tuy nhiên, Google vẫn sử dụng tên món tráng miệng trong nội bộ và Android 14 được đặt tên mã nội bộ là Upside Down Cake.